# Monte San Mauro (sito archeologico)
Monte San Mauro (Sammòru in siciliano) è un sito archeologico situato nel comune di Caltagirone, in provincia di Catania, a sud ovest della città siciliana.
Il sito comprende cinque colli disposti a ventaglio sulle vallate dei fiumi Signore e Maroglio su cui si insediò un centro abitato dell'età del bronzo. Il centro indigeno venne occupato tra la fine del VII secolo a.C. da coloni greci che si dedicavano all'agricoltura e al commercio.

## Acropoli

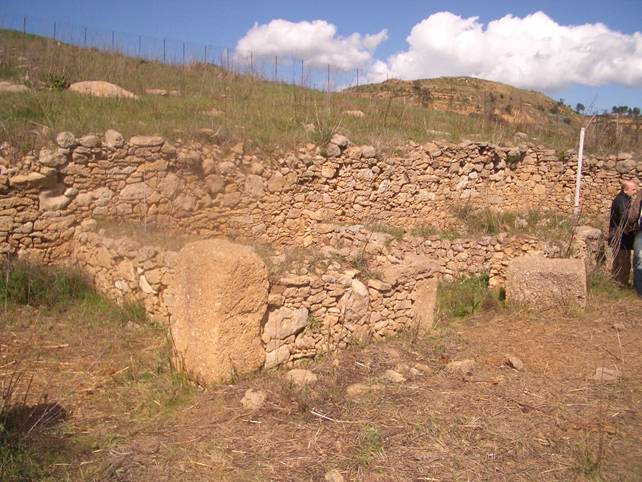
Necropoli

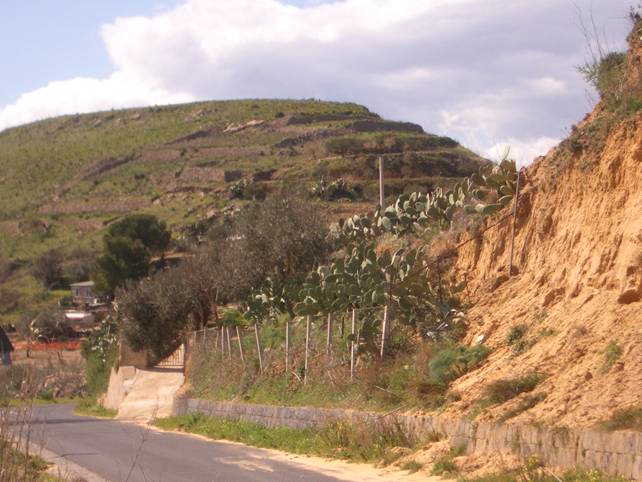
Vista dei colli 1 e 2

Sul colle n.3 è stata ipotizzata la presenza dell'acropoli: vi si trova un ampio edificio, scoperto nel 1904 da Paolo Orsi. Si presenta diviso in due da un terrazzamento, costruito con blocchi e sfaldature irregolari di pietra locale, connessi da pietrame e terra. L'edificio esisteva già nel IX secolo a.C. e fu in seguito riutilizzato in epoca arcaica: si tratta probabilmente di una residenza principesca sicula, in seguito riutilizzata dai coloni greci. Gli scavi di Umberto Spigo, ripresi nel 1983, hanno riportato in luce due ambienti sul lato corto occidentale, uno dei quali sopraelevato su tre gradini, che dovevano costituire un magazzino pubblico: vi sono stati ritrovati contenitori per derrate alimentari, numerose anfore per il trasporto di merci da tutto il mar Mediterraneo, pesi da telaio e macine in pietra lavica. Nei pressi erano stati rinvenuti inoltre i frammenti di una tavola in bronzo contenente il testo di una legge sull'omicidio
Paolo Orsi individuò lungo il ciglio  settentrionale e nord-occidentale del colle un sistema difensivo costituito da tratti di mura intervallati dalla roccia naturale,
Sulla cima del colle sono state anche rinvenute strutture ellittiche pertinenti ad abitazioni indigene (una datata tra la seconda metà dell'VIII e la prima metà del VII secolo a.C.).

## Abitato
Sulle pendici del colle 3 è stato in seguito rinvenuto un nucleo abitativo della prima metà del VI secolo a.C., di cui si ipotizza la distruzione in occasione della spedizione antisiracusana del tiranno di Gela Ippocrate (tra il 498 e il 482 a.C.). Le abitazioni presentano un vano di ingresso più ampio, aperto verso sud, sul quale si affacciano tre vani minori affiancati, secondo modalità che si ritrovano anche in altri siti della Sicilia greca, come Naxos e Megara Iblea. È possibile che i vani minori avessero anche un piano superiore, data la presenza in alcuni casi di consistenti strati di crollo. All'interno di queste case è stata rinvenuta una grande quantità di ceramica, dai grandi contenitori per l'immagazzinamento di sementi, ai crateri attici.

## Necropoli
Ai piedi del colle 3 fu scavata tra il 1903 e il 1904 una necropoli di 58 tombe: sono presenti sepolture in dolio o in anfora o con tombe a cassa, foderate da lastre in pietra, o a fossa semplice, a volte coperte con lastre disposte "a cappuccina". La necropoli è datata al VII-VI secolo a.C.
Ai piedi dei colli 1 e 2 è stata individuata una necropoli utilizzata tra il VII e il  IV secolo a.C.

## Sacello arcaico
Sui colli 1 e 2 è stato rinvenuto un nucleo di terrecotte architettoniche dipinte pertinenti alla decorazione di un sacello arcaico, che trovano confronti con materiali di Gela, di Siracusa, di Selinunte e di Olimpia in Grecia. A circa 200 m dal sito del sacello Paolo Orsi aveva rinvenuto un deposito votivo con statuette femminili.

## Identificazione
Per l'identificazione del centro abitato è stata proposta quella con la colonia calcidese di Euboia.